# Volba izraelského prezidenta 1968

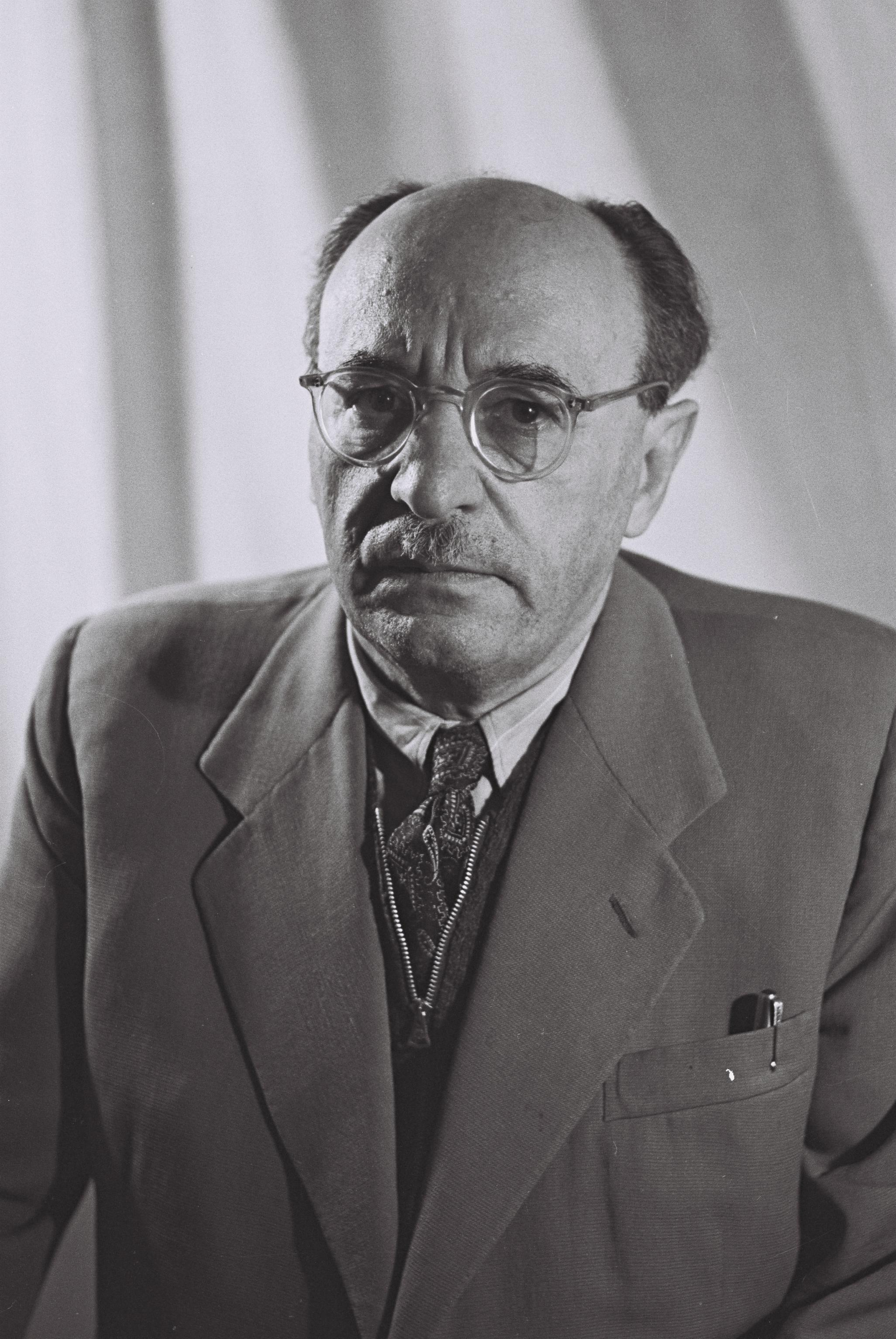
Zalman Šazar byl ve volbách zvolen prezidentem a nastoupil do svého druhého funkčního období.

Volba izraelského prezidenta se v Knesetu konala 26. března 1968 po vypršení prvního pětiletého funkčního období Zalmana Šazara. Ve volbě se Šazarovi nepostavil žádný protikandidát a on tak byl 86 hlasy (při odevzdání 26 prázdných hlasovacích lístků) opětovně zvolen prezidentem. Jeho druhé funkční období začalo dnem jeho zvolení.

## Výsledky
| možnosti                 | hlasy |
| ------------------------ | ----- |
| pro                      | 86    |
| proti                    | 0     |
| prázdné hlasovací lístky | 26    |
| nehlasovalo              | 10    |
| celkem                   | 120   |